# Préparation physique
 (février 2024).
 (février 2024).
Si vous disposez d'ouvrages ou d'articles de référence ou si vous connaissez des sites web de qualité traitant du thème abordé ici, merci de compléter l'article en donnant les références utiles à sa vérifiabilité et en les liant à la section « Notes et références ».
La préparation physique est l'ensemble organisé et hiérarchisé des procédures d’entraînement sportif, entraînement qui vise au développement et à l’utilisation des qualités physiques du sportif. Elle doit apparaître de façon permanente aux différents niveaux de l'entraînement sportif et se mettre au service des aspects technico-tactiques prioritaires de l'activité pratiquée.

## Analyse des exigences
La Préparation physique commence par l'analyse des exigences de la discipline sportive (évaluation et expertise). Cette analyse se fait à l'aide de système de tracking (GPS, Accéléromètre) de hautes technologies couplées avec la vidéo et des analyses statistiques. Il sera alors possible de recueillir des données qui correspondront à l'effort à fournir en compétition (exemple : durée de l'effort, distance parcourue, vitesse, accélération, nombre d'actions intenses, fréquence cardiaque, dépense énergétique...). À partir de ces données on pourra établir un ordre de priorité des qualités physiques (Endurance, Force, Vitesse, Coordination et Souplesse) à développer en relation avec la discipline. Ce développement passera par le testing des qualités physiques de l'athlète ou du joueur puis de la programmation et la planification de la préparation physique de ces qualités en tenant compte de l'individualisation des charges de travail de chaque athlète ou joueur.

## Historique
La Préparation physique a vraiment pris son envol à la fin des années 1990 avec l'officialisation du métier de préparateur physique. Les italiens et les anglo-saxons ont été les premiers à introduire dans les clubs des préparateurs physiques. Au début c'était des entraîneurs aux fonctions élargies puis petit à petit avec l'apparition de formations de préparateurs physiques, le métier à rapidement évolué et les préparateurs physiques ont envahi les structures sportives dans tous les pays.

## Types de préparation physique
À l'origine, on distinguait deux types de préparation physique, la « générale » et la « spécifique ». La préparation physique générale (PPG) cherche à développer les qualités physiques servant de socle, notamment la capacité aérobie ou la capacité de production de force. La préparation physique spécifique (PPS) cherche à développer les qualités propres à la spécialité sportive. Depuis les années 2000, on parle plutôt de préparation physique dissocié et de préparation physique intégré (sous entendu par rapport à la discipline sportive).

## Les préparateurs physiques professionnels les plus connus
- Éric Bedouet (football) : né en 1954, préparateur physique des Girondins de Bordeaux depuis 1999 et de l'équipe de France depuis 2013.
- Robert Duverne (football) : né en 1967, préparateur physique du FC Metz, ex. : Olympique lyonnais, Aston Villa FC, équipe de France, Arles-Avignon[1].
- Olivier Maurelli (Handball et Volleyball): né en 1970, ex préparateur physique de l'équipe de France de Volleball et actuel préparateur physique de l'équipe de france de handball.